# أمير الظلام (فلم 1987)
أمير الظلام (بالإنجليزية: Prince of Darkness) هو فيلم رعب تم إنتاجه في الولايات المتحدة، وصدر سنة 1987 بطولة دونالد بليزانس.

## القصة
كشفت مجموعة من طلاب الدراسات العليا والعلماء عن علبة قديمة في كنيسة مهجورة، لكن عندما فتحوا الحاوية، أطلقوا عن غير قصد سائلًا غريبًا وقوة شريرة على البشرية جمعاء.

## الميزانية والإيرادات
كلف الفيلم 3 ملايين دولار وحقق أرباح تقدر بـ 14.1 مليون دولار.

## روابط خارجية
- مقالات تستعمل روابط فنية بلا صلة مع ويكي بيانات